# Álvaro Roca
Pour les articles homonymes, voir Roca.
Álvaro Roca, né le 16 octobre 1939, est un ancien joueur uruguayen de basket-ball.